# Mijiu
| En flaska taiwanesisk matlagningsmijiu |  | Mijiu i krukor, som det traditionellt har lagrats. |
| En flaska taiwanesisk matlagningsmijiu |  | Mijiu i krukor, som det traditionellt har lagrats. |

Mijiu (kinesiska: 米酒?, pinyin: mǐjiǔ) är en variant av kinesiskt vin gjort på ris. Mijiu kategoriseras som en form av huangjiu. Drycken är i regel klar och något söt, likt den japanska motsvarigheten sake. Alkoholmängden varierar från ca 12% till 25%. Risvin började tillverkas i Kina cirka 1000 f.Kr. och spreds senare till Japan och andra delar av världen. Sedan dess har mijiu varit ett vanligt inslag i den kinesiska vardagen. I de flesta mataffärer i Kina finns idag ett urval av olika sorters mijiu, många kineser väljer att tillverka egen mijiu då det enda som behövs är klibbigt ris, jäsningsaktivator (Xiaoqu eller Daqu) och rent vatten. Efter att det har jäst innehåller vätskan flera olika sorters aminosyror och vitaminer. Mijiu produceras både i Kina och i Taiwan, men liknande varianter finns i flera asiatiska länder, som Cheongju från Korea.
Mijiu dricks vanligtvis varmt, och används även i matlagning, då ofta med 1,5% tillsatt salt för att undvika alkoholskatt. Ofiltrerad mijiu kan serveras som en maträtt och kallas då Jiuniang (kinesiska: 酒酿?, pinyin: jiǔniàng), láozāo (醪糟)  eller jiāngmǐjiǔ (江米酒).
En kraftigare destillerad variant av mijiu kallas ris-baijiu (kinesiska: 米白酒?, pinyin: mǐbáijiǔ).